# Conops punctitarsis
Conops punctitarsis är en tvåvingeart som först beskrevs av Camillo Rondani 1865.  Conops punctitarsis ingår i släktet Conops och familjen stekelflugor.
Artens utbredningsområde är Italien. Inga underarter finns listade i Catalogue of Life.